# Almaș (gmina)
Almaș – gmina w Rumunii, w okręgu Arad. Obejmuje miejscowości Almaș, Cil, Joaia Mare i Rădești. W 2011 roku liczyła 2532 mieszkańców.